# Troy Evans
Troy Evans (Missoula, 16 febbraio 1948) è un attore statunitense.

## Filmografia parziale

### Cinema

#### Attore
- Nick lo scatenato (Rhinestone), regia di Bob Clark (1984)
- Voglia di vincere (Teen Wolf), regia di Rod Daniel (1985)
- Il buio si avvicina (Near Dark), regia di Kathryn Bigelow (1987)
- Balle spaziali 2 - La vendetta (Martians Go Home), regia di David Odell (1990)
- Halloween 5 - La vendetta di Michael Myers (Halloween 5: The Revenge of Michael Myers), regia di Dominique Othenin-Girard (1989)
- Il giallo del bidone giallo (Men at Work), regia di Emilio Estevez (1990)
- Il testimone più pazzo del mondo (My Blue Heaven), regia di Herbert Ross (1990)
- Articolo 99 (Article 99), regia di Howard Deutch (1992)
- Poliziotto in blue jeans (Kuffs), regia di Bruce A. Evans (1992)
- Il tagliaerbe (The Lawnmower Man), regia di Brett Leonard (1992)
- Trappola in alto mare (Under Siege), regia di Andrew Davis (1992)
- Demolition Man, regia di Marco Brambilla (1993)
- Ace Ventura - L'acchiappanimali (Ace Ventura: Pet Detective), regia di Tom Shadyac (1994)
- Phenomenon, regia di Jon Turteltaub (1996)
- Sospesi nel tempo (The Frighteners), regia di Peter Jackson (1996)
- Paura e delirio a Las Vegas (Fear and Loathing in Las Vegas), regia di Terry Gilliam (1998)
- Martin il marziano (My Favorite Martian), regia di Donald Petrie (1999)
- He Went That Way, regia di Jeffrey Darling (2023)

### Televisione
- La prossima vittima (Deadly Messages) – film TV (1985)
- China Beach - serie TV, 28 episodi (1989-1991)
- I segreti di Twin Peaks (Twin Peaks) - serie TV, episodio 1x01 (1989)
- Una famiglia come le altre (Life Goes On) - serie TV, 11 episodi (1991-1993)
- L'ombra dello scorpione (The Stand) - miniserie TV, 1 episodio (1994)
- E.R. - Medici in prima linea (ER) - serie TV, 129 episodi (1994-2009)
- Miss a tutti i costi (Crowned and Dangerous) - film TV (1997)
- The Division - serie TV, 6 episodi (2002-2003)
- Tiger Cruise - Missione crociera (Tiger Cruise) - film TV (2004)
- Jane Doe - Battuta di pesca (Jane Doe: The Harder They Fall), regia di Lea Thompson - film TV (2006)
- Hannah Montana - serie TV, episodio 3x23 (2009)
- NCIS: Los Angeles - serie TV, episodio 3x11 (2011)
- Bosch - serie TV, 59 episodi (2014-2021)
- Un angelo a Natale (Heaven Sent), regia di Edmund Entin e Gary Entin (2015) - film TV
- Bosch: l'eredità (Bosch: Legacy) - serie TV, 6 episodi (2022-2025)

### Doppiaggio
- Epic - Il mondo segreto (Epic), regia di Chris Wedge (2013)
- Il libro della vita (The Book of Life) regia di Jorge R. Gutierrez (2014)

## Doppiatori italiani
Nelle versioni in italiano delle opere in cui ha recitato, Troy Evans è stato doppiato da:
- Giorgio Lopez in Il tagliaerbe, Ace Ventura - L'acchiappanimali, Tiger Cruise - Missione crociera, Close to Home - Giustizia ad ogni costo
- Bruno Alessandro in Jane Doe - Battuta di pesca, Bosch, Bosch: L'eredità, Ballard
- Claudio Fattoretto in Il buio si avvicina, Demolition Man
- Vittorio Battarra ne Il giallo del bidone giallo
- Glauco Onorato ne I segreti di Twin Peaks
- Ambrogio Colombo in Una famiglia come le altre
- Renato Mori in Poliziotto in blue jeans
- Ugo Maria Morosi in E.R. - Medici in prima linea (ep. 1x01)
- Giorgio Favretto in E.R. - Medici in prima linea (st. 6-15)
- Roberto Stocchi in Legame di sangue
- Vittorio Amandola in A sangue freddo
- Dario Penne in Sospesi nel tempo
- Toni Orlandi in CSI: Miami
- Saverio Moriones in Black Dahlia
- Vladimiro Conti in NCIS: Los Angeles
- Claudio Sorrentino in Un angelo a Natale